# Софија Суздаљска
Софија Суздаљска (рођ. Соломонија Јурјевна Сабурова, око 1490 - 18. децембар 1542) - прва жена Василија III, великог кнеза московског. Због бездетности је послата у манастир где је замонашена.
Канонизована од Руске православне цркве у чину преподобних као света Софија Суздаљска. Дан сећања је 29. децембар (16. децембар) и 14. август (1. август).

## Биографија
Потицала је из бојарске породице Сабурова (грана Сверчков-Сабуров). Ћерка Јурија Константиновича Сабурова. Рано је остала без мајке, а одгајала ју је тетка, сестра њеног оца.
Соломонијина сестра, Марија, била је супруга кнеза Василија Семјоновича Стародубског.

### Брак и развод
4. септембра 1505. кнез Василиј Иванович се оженио Соломонијом. Изабрана је на свадбеној смотри између 500 девојака представљених двору у ту сврху из целе земље (по узору на свадбену параду византијских царева). Пар је венчао митрополит Симон у Успенској цркви Московског Кремља. По први пут у историји Москве, владајући монарх узео је за жену не страну принцезу или руску племкињу, већ невесту из породице старомосковских бољара.
После двадесет година брака, велика кнегиња Соломонија још увек није имала деце. Велики кнез Василије III је био веома забринут због тога, јер се противио да његова браћа или њихови могући синови постану претенденти на престо. Браћи је забранио да се жене док он не добије сина.
Одлуку о разводу подржала је Бојарска дума, али није наишла на подршку међу црквеним јерарсима. Они који су се противили разводу брака, Васијан Патрикејев, митрополит Варлам и монах Максим Грк, прогнани су, а митрополит је рашчињен први пут у руској историји.
„Ти мени, недостојном, постављаш такво питање, какво никада нисам видео нигде у Светом писму, осим питања Иродијаде о глави светог Јована Крститеља“, одговорио је монах Васијан Василију 1525. године на његово питање о могућности развода од супруге.
Године 1525, по одобрењу митрополита Данила, велики кнез Василије III се развео од велике кнгиње Соломоније. Такав развод са принудним прогонством жене у манастир није имао места у историји Русије тог времена.
Почетком следеће 1526. године, велики кнез Василије III се оженио младом кнегињом Јеленом Глинском, ћерком литванског кнеза Василија Глинског, из овог брака рођен је Иван Грозни.
"Године 7031, велики кнез Василије Иванович је постригао своју принцезу Соломону и узео Јелену за своју. И све је то за нас грех, као што је апостол написао: који отпусти жену своју и ожени се другом, чини прељубу."       Псковски летопис

### Замонашење
25. новембра 1525. године Соломонија је замонашена у московском манастиру Рођења Богородице под именом Софија. Херберштајн је детаљно описао ове догађаје:
"Испоставило се да се Соломонија енергично опирала постригу и газила монашку хаљину. Тада јој је један од најближих саветника Василија III, Иван Шигона, не само упутио оштар укор, „већ ју је и ударио бичем“. Након што је Шигона рекао да је замонашење извршено по вољи владара, велика кнегиња Соломонија се помирила са својом судбином. Зимин А. А. „Русија на прагу новог времена“.
Према другим изворима (из кругова митрополита Данила), велика кнегиња Соломонија, „видевши неплодност своје утробе“, затражила је да јој се дозволи да се постриже у монахињу. Велики кнез се наводно дуго опирао томе, али након што се велика кнегиња Соломонија обратила митрополиту Данилу, био је приморан да пристане.
Касније је Соломонија пребачена у Покровски манастир у граду Суздаљу, који је као велика кнегиња патронизовала од 1518. године. Тамо је, помирена са судбином, водила праведан живот. За време намесништва велике кнегиње Јелене Глинске, према неким изворима, била је прогнана у Каргопољ, а затим враћена у Суздаљ.
После 17 година монаштва, сестра Софија је умрла и сахрањена у суздаљском Покровском манастиру.

## Канонизација
Глас о монахињиној светости брзо се проширио Русијом. Кнез Андреј Курбски је у свом писму цару Ивану IV Грозном назива преподобном мученицом. У време владавине цара Фјодора I Ивановича, сина цара Ивана IV Грозног, она је већ била поштована као светица. На Софијином гробу догодила су се чудесна исцељења, а 1609. године, током инвазије Пољака, она је спасла Суздаљ од пропасти. Појавила се пред вођом пољског војног одреда Лисовским. Рука му је била парализована од страха, и он се заклео да ће оставити град и манастир на миру. Патријарх Јосиф је 1650. године, дозволио суздаљском архиепископу да је поштује као светицу. Њене иконе насликане још у XVII веку, опстала је до данас и сматра се чудотворном. Средином XVIII века поставило се питање канонизације. Коначно, уз благослов Светог Синода, њено име је уврштено у православни црквени календар за 1916. годину.
Од 1984. године, указом Патријарха Пимена, Света Софија се поштује у мноштву локално поштованих светитеља Владимиро-Суздаљске земље; уврштен је у Минеј и Православни црквени календар. У рукописном календару светих она се назива „Света праведна кнегиња Софија, монахиња која је била чудотворка у Покровском манастиру“. Године 2007, поштовање Свете Софије је подигнуто на општецрквени ниво, а њено име је уврштено у православни црквени календар.

### Мошти
Године 1594. царица Ирина Годунов, жена цара Фјодора I Ивановича, положила је плаштаницу на ковчег велике кнегиње Соломоније-Софије. Поклопац је баршунасто црн. На њему су извезене речи: „По наређењу сувереног цара и великог кнеза целе Русије Фјодора Ивановича и његове царице, велике кнегиње Ирине и њихове принцезе Феодосије, 7102. године урађен је омот за велику кнегињу Соломонију у монаштву Софију. Плаштаница се чува у Суздаљском музеју.
Софијин гроб у гробном своду Покровског манастира био је веома поштован. Дана 14. августа 1995. године обављено је свечано откривање њених моштију. Тог дана служен је молебан над гробом Свете Софије, а црквено-археолошка комисија је, по благослову митрополита Евлогија, извршила ископавања – свете мошти су пронађене и пренете у Покровски сабор.

### Иконографија
Евдокија: зелена схима, кукаста мантија, свитак у обе руке, испод санкир, а негде пише: мантија је закопчана на крагни, везана у чвор на порубу, испод мантије се виде руке, десна је за молитву, а у левој је свитак.

## Легенде
Васељенски патријарх је осудио развод великог кнеза Василија III, а јерусалимски патријарх је предвидео рођење бебе из другог брака која ће запрепастити свет својом суровошћу (цар Иван IV Грозни):
"Ако се ожениш по други пут, добићеш зло дете: твоје ће царство бити испуњено језом и тугом, крв ће тећи као река, падаће главе племића, гореће градови".
Постоји легенда да је велика кнегиња Соломонија била трудна током замонашења и у манастиру родила дечака Георгија, којег је предала у сигурне руке, а сама је објавила да је новорођенче умрло. Према легенди, Соломонијин одрасли син постао је познати разбојник Кудејар, о коме је Николај Некрасов компоновао "Песму дванаест разбојника". Цар Иван IV Грозни је био веома заинтересован за ову причу (на крају крајева, Соломонијин син би био његов старији брат и легитимнији наследник). Цар је захтевао све архиве у вези са случајем велике кнегиње Соломоније. Приликом обнове манастира 1934. године откривена је и отворена Соломонија гробница; поред њених остатака пронађен је мали ковчег у коме је пронађена крпена лутка обучена у бисерно извезену хаљину. Ова рестаурирана кошуља је изложена у историјској поставци Суздаљског музеја, поред ње је поклопац те гробнице.
Аустријски дипломата Сигисмунд фон Херберштајн, који је посетио Московску државу 1517. и 1526. године, написао је књигу „Белешке о Москви“, у којој је известио:
"За време нашег боравка у Москви у то време, неки су се заклели да је велика кнегиња Соломонија родила сина по имену Ђорђе, али нису хтели никоме да покажу дете. Штавише, када су јој нека лица била послата да испитају истину, она им је, кажу, одговорила да су недостојни да виде дете, а када се обуче у своју величину, осветиће увреду својој мајци. Неки су, међутим, тврдоглаво порицали да се породила. Дакле, гласине говоре о овом инциденту на два начина.

## У култури
- У серији Андреја Ешпаја „Иван Грозни” митрополит Данило је представљен као иницијатор Соломонијиног пострига, а прича се легенда о рођењу њеног сина у манастиру. Ана Гулиаренко је играла улогу велике кнегиње Соломоније.
- Историјски роман "Соломеја и Кудејар" Александра Прозорова заснован је на животној причи велике кнегиње Соломоније Јурјевне Сабурове.